# Listă de scriitori de limbă germană, după țară

## Austria
H.C. Artmann
Ingeborg Bachmann
Thomas Bernhard
Hermann Broch
Günther Brus
Elias Canetti
Gerhard Anna Concic-Kaucic
Heimito von Doderer
Franzobel
Erich Fried
Marianne Fritz
Franz Grillparzer
Peter Handke
Marlene Haushofer
Franz Innerhofer
Ernst Jandl
Elfriede Jelinek
Franz Kafka
Ilse Kilic
Wolfgang Koch (n. 1959)
Michael Köhlmeier
Werner Kofler
Karl Kraus
Christine Lavant
Friederike Mayröcker
Robert Menasse
Robert Musil
Johann Nestroy
Margit Pflagner
Peter Rosegger
Joseph Roth
Arthur Schnitzler
Franz Schuh
Werner Schwab
Lisa Spalt
Adalbert Stifter
Marlene Streeruwitz
Georg Trakl
Oswald Wiener
Ludwig Wittgenstein
Stefan Zweig

## Cehia
Franz Kafka
Rainer Maria Rilke
Franz Werfel
Max Brod

## Elveția
Friedrich Dürrenmatt
Catalin Dorian Florescu
Max Frisch
Friedrich Glauser
Thomas Hürlimann
Gottfried Keller
Christian Kracht
Robert Walser

## Germania
- Vezi și: Listă de scriitori din RDG

Alfred Andersch
Achim von Arnim
Bettina von Arnim
Johannes Becher
Jurek Becker
Hans Bender (n. 1919) 
Sibylle Berg
Heinrich Böll
Wolfgang Borchert
Bertolt Brecht
Clemens Brentano
Georg Büchner
Wilhelm Busch
Alfred Döblin
Thea Dorn
Tankred Dorst
Annette von Droste-Hülshoff
Martin Ebbertz
Michael Ende
Hans Magnus Enzensberger
Wolfram von Eschenbach
Hans Fallada
Lion Feuchtwanger
Gorch Fock
Stefan George
Johann Wolfgang von Goethe
Günter Grass
Jacob Grimm
Wilhelm Grimm
Gerhart Hauptmann
Heinrich Heine
Judith Hermann
Hermann Hesse
Paul Heyse
Rolf Hochhuth
Ernst Theodor Amadeus Hoffmann
Wolfgang Hohlbein
Friedrich Hölderlin
Ernst Jünger
Georg Kaiser
Erich Kästner
Ernst-Edmund Keil (n. 1938)
Gottfried Kinkel
Heinrich von Kleist
Friedrich Gottlieb Klopstock
Helmut Krausser
Franz Xaver Kroetz
Kurt Kusenberg
Heinrich Mann
Klaus Mann
Thomas Mann
Karl May
Christian Morgenstern
Novalis (Friedrich von Hardenberg)
Wilhelm Raabe
Sven Regener
Helmut Rellergerd
Erich Maria Remarque
Joscha Remus
Friedrich Rückert
Joseph Victor von Scheffel
Friedrich Schiller
Bernhard Schlink
Arno Schmidt
Achim Schwarze
Annette Seemann
Anna Seghers
Theodor Storm
Botho Strauss
Patrick Süskind
Ludwig Tieck
Kurt Tucholsky
Walther von der Vogelweide
Martin Walser
Jan Weiler
Peter Weiss
Herbert Wiesner (n. 1937)
Christa Wolf
Hans Wollschläger
Arnold Zweig
Gerhard Zwerenz
Jan Zweyer

## India
Anant Kumar (n. 1969)

## Israel
Else Lasker-Schüler (1869 - 1945)
Moscheh Ya'akov Ben-Gavriêl (1891 - 1965)
Max Brod (1884 - 1968)
Martin Buber (1878 - 1965)
Werner Kraft (1896 - 1991)
Leo Perutz (1882 - 1957)
Tuvya Ruebner (n. 1924)
Ludwig Arie Strauss

## România
Richard Adleff (n. 1932)
Georg Aescht (n. 1953)
Michael Albert (1836 - 1893)
Otto Alscher (1880 - 1944)
Wolf von Aichelburg (1912 - 1994)
Albert Amlacher (1847 - 1939)
Helmut Arz (n. 1930)
Elisabeth Axmann (1926 - 2015)
Hans Barth (1934 - 2011)
Peter Barth  (1898 - 1984)
Ursula Bedners (1920 - 2005)
Hans Bergel (1925 - 2022)
Nikolaus Berwanger (1935 - 1989)
Magdalena Binder
M. M. Binder-Scholten (n. 1933)
Andreas Birkner (1911 - 1998)
Hans Bohn (n. 1927)
Rolf Bossert (1952 - 1986)
Werner Bossert (n. 1918)
Karl-Rudolf Brandsch (n. 1931)
Ingmar Brantsch (1940 - 2013)
Verona Bratesch (1922 - 1991)
Andreas Brecht von Brechtenberg (1805 - 1842)
Anton Breitenhofer (1912 - 1989)
Helmut Britz (n. 1956)
Marco Brociner (1852 - 1942)
Emil Bruckner (1905 - 1983)
Franz Johannes Bulhardt (1914 - 1998)
Bernhard Capesius (1889 - 1981)
Roswith Capesius (1929 - 1984)
Paul Celan (1920 - 1970)
Ernst Christian (1920 - 2004)
Simon Christophori (1670 - 1726)
Astrid Connerth (1926 - 1986)
Jan Cornelius (n. 1950)
Oscar Walter Cisek (1897 - 1966)
Richard Csaki (1886 - 1943)
Gerhardt Csejka (1945 - 2022)
Otto Czekelius (1895 - 1974)
Alexander Czoppelt (n. 1937)
Hans Dama (n. 1944)
Georg Deidrich (1570 - 1606)
Hans Diplich (1909 - 1990)
Damasus Dürr (1535 - 1585)
Franz Xaver Eckert (1815 - 1882)
Gretl Eipert (n. 1919)
Eduard Eisenburger (1928 - 1990)
Uwe Erwin Engelmann (n. 1951)
Heinrich Erk (1920 - 2012)
Otto Eugen Ernst
Edda Dora Essigmann-Fantanar (1922 - 2017)
Juliana Fabritius-Dancu (1930 - 1986)
Fred Fakler (1877-1943)
Horst Fassel (1942 - 2017)
Martin Felmer (1720 - 1767)
Hans Fink (n. 1942)
Robert Flinker (1906 – 1945)
Ignaz Bernhard Fischer (n. 1926)
Ludwig Vinzenz Fischer (1845 - 1890)
Otto Folberth (1896 - 1991)
Franz Karl Franchy (1896 - 1972)
Valentin Frank von Franckenstein (1643 - 1697)
Helmuth Frauendorfer (n. 1959)
René Fülöp Miller (1891 - 1963)
Josef Gabriel d.Ä (1853 - 1927)
Josef Gabriel d.J. (1907 - 1947)
Johann Friedrich Geltch (1815 - 1851)
Ingo Glass (1941 - 2022)
Alfred Gong (1920 - 1981)
Johann Gorgias (1640 - 1684)
Gertrud Gregor (n. 1927)
Karl Grünn (1855 - 1930)
Gustav Gündisch (1907 - 1996)
Karin Gündisch (n. 1948)
Adam Müller-Guttenbrunn (1852 - 1923)
Egon Hajek (1888 - 1963)
Josef Haltrich (1822 - 1886)
Hans Hartl (1913 - 1990)
Walter Hatzack (1904 - 1986)
Nikolaus Haupt (1903 - 1992)
Arnold Hauser (1929 - 1988)
Hedi Hauser (1931 - 2020)
Maria Haydl (1910 - 1969)
Ilse Hehn (n. 1943)
Franz Heinz (n. 1929)
Stefan Heinz-Kehrer (1913 - 2009)
Klaus Hensel (n. 1954)
Reinhold Hermann
Elisabeth Hering (1909 - 1999)
Irmgard Höchsmann-Maly (1920 - 2003)
Franz Hodjak (n. 1944)
Günther A.Höfler
Nikolaus Hans Hockl (1908 - 1945)
Hans Wolfram Hockl (1912 - 1998)
Franz Hodjak (n. 1944)
Adolf Höhr (1869-1916)
Rudolf Hollinger (pseudonim literar: Johannes Lenner) (1910-1997)
Albertine Hönig (1901 - 1980)
Georg Hoprich (1938 - 1969)
Alfred Huth
Anton-Joseph Ilk (n. 1951)
Richard Jakobi (1901 - 1972)
Otto Fritz Jickeli (1888 - 1960)
Erwin Peter Jikeli (n. 1953)
Frieda Juchum
Franz Xaver Kappus (1883 - 1966)
Viktor Kästner (1826 - 1857)
Hans Kehrer (1913 - 2009)
Dieter Kessler
Klaus Kessler (1925 - 2005)
Johann Samuel Keßler (1771 - 1796)
Roland Kirsch (1960 – 1989)
Alfred Kittner (1906 - 1991)
Jakob Klein-Haparash (1897 - 1970)
Karl Kurt Klein (1897 - 1971)
Hermann Klöß (1880 - 1948)
Gertrud Knopp-Rüb
Bernd Kolf (n. 1944)
Sepp Komanschek (1912 - 1983)
Michael Königes (1871 - 1955)
Edith Konradt (n. 1955)
Walter Konschitzky (n. 1944)
Ewald Ruprecht Korn
Else Kornis
Friedrich Krasser (1818 - 1893)
Harald Krasser (1905 - 1981)
Michael Kroner (1934 - 2022)
Ernst Kulcsar (1934 - 2010)
Ernst Kühlbrandt (1857-1933)
Anna Elisabeth Kunesch
Anemone Latzina (1942 - 1993)
Heinrich Lauer (1934 - 2010)
Nikolaus Lenau (1802 - 1850)
Franz Liebhard (1899 - 1989)
Hans Liebhardt (1934 - 2017)
Andreas A. Lillin (1915 - 1985)
Johann Lippet (n. 1951)
Egon Machat (1914 - 1995)
Misch Maier
Alfred Margul-Sperber (1898 - 1967)
William Marin
Michael Markel (n. 1937)
Rolf-Frieder Marmont (1944 - 2018)
Franz Marschang (n. 1932)
Joseph Marlin (1824 - 1849)
Hilde Martini-Striegl (1884 - 1974)
Christian Maurer (n. 1939)
Maria Mayer-Flaschberger
Selma Meerbaum-Eisinger (1924 - 1942)
Heinrich Melas (1829 - 1894)
Adolf Meschendörfer (1877 - 1962)
Ludwig Michaelis
Luitpold Michaelis
Gerda Miess (1896 - 1954)
Hans Mokka (1912 - 1999)
Irene Mokka (1915 - 1973)
Karl von Möller (1886 – 1943)
Peter Motzan (n. 1946)
Hans Peter Müller
Herta Müller (n. 1953)
Stefan Michael Müller
Erwin Neustädter (1897 - 1992)
Gernot Nussbächer (1939 - 2018)
Franz Obert (1828 - 1908)
Gerhard Ortinau (n. 1953)
Anton Palfi (n. 1946)
Oskar Pastior (1927 - 2006)
Oskar Paulini (1904 - 1980)
Viktor Ernst Peppel
Hertha Perez
Johann Petri
Maja Philippi (1914 - 1993)
Otto Piringer (1874 - 1950)
Helene Platz
Annemarie Podlipny-Hehn (n. 1938)
George Purdea (n. 1953)
Josef Puvak (1913 - 2008)
Paul Rampelt (1921 - 1996)
Karl Gustav Reich (1905 - 1997)
Emmerich Reichrath (1941 - 2006)
Georg von Reicherstorffer (1495-1554)
Fritz Heinz Reimesch (1892 - 1958)
Erwin Reisner (1890 - 1966)
Franz Remmel (1931 - 2021)
Richard Reschika
Georg Reypchius (ca. 1528 - 1598)
Gregor von Rezzori (1914 - 1998)
Franz Rheter (1640 - 1679)
Gisela Richter
Karl Römer (1860 - 1942)
Moses Rosenkranz (1904 - 2003)
Daniel Roth (1801 - 1859)
Harald Roth (n. 1965)
Hermann Roth
Walter Roth (n. 1932)
Horst Samson (n. 1954)
Gertrud Sauer
Erika Scharf (1929 - 2008)
Anton Scherer
Christian Schesaeus (1535-1585)
Christian W. Schenk (n. 1951)
Georg Scherg (1917 - 2002)
Julia Schiff (n. 1940)
Eginald Schlattner (n. 1933)
Franz Thomas Schleich (n. 1948)
Dieter Schlesak (1934 - 2019)
Nikolaus Schmelzer
Nikolaus Schmidt
Reinhold Schmidt
Eduard Schneider (n. 1944)
Klaus F. Schneider (n. 1958)
Anna Schuller-Schullerus (1869-1951)
Bettina Schuller (1929 - 2019)
Frieder Schuller (n. 1942)
Hans Schuller
Adolf Schullerus (1864 - 1928)
Horst Schuller Anger (1940 - 2021)
Friedrich Wilhelm Schuster (1824 - 1912)
Friedrich Schuster (n. 1950)
Dutz Schuster (1885 - 1968)
Heinrich Schuster (1857 - 1931)
Paul Schuster (1930 - 2004)
Robert Schuster (1852 - 1909)
Ludwig Schwarz (1925 - 1981)
Hellmut Seiler (n. 1953)
Stefan Sienerth (n. 1948)
Harald Siegmund (1930 - 2012)
Emil Sigerus (1854 - 1947)
Anton Söllner (1922 - 1992)
Werner Söllner (1951 - 2019)
August von Spiess (1864 – 1953)
Heinz Stănescu (1921 - 1994)
Johann Steiner (n. 1948)
Claus Stephani (n. 1938)
Anton Sterbling (n. 1953)
Heinrich Stieler
Johann Stierl (1912 - 1992)
Roland L. Stoll
Franz Storch (1927 - 1982)
Karl Streit
Johann Szimits (1852 - 1910)
Stefan Teppert
Alexander Ternovits (n. 1929)
Ricarda Terschak (1929 - 2012)
Andreas Teutsch (1669 - 1730)
Traugott Teutsch (1829 - 1913)
Anneliese Thudt (1927 - 2018)
Alexander Tietz (1896 - 1978)
Brigitte Tontsch
William Totok (n. 1951)
Anton Valentin (1895 - 1976)
Richard Wagner (scriitor) (1952 - 2023)
Balthasar Waitz (n. 1950)
Georg Weiner (1927 - 1995)
Immanuel Weissglas (1920 - 1979)
Horst Wichland (n. 1944)
Ernest Wichner (n. 1952)
Emil Witting (1880 – 1952)
Erwin Wittstock (1899 - 1962)
Joachim Wittstock (n. 1938)
Oskar Wittstock (1865 — 1931)
Hans Wühr (1891 – 1982)
Willi Zeidner (1927 - 2019)
Katharina Zerbes-Mărgineanu (n. 1932)
Heinrich Zillich (1898 - 1988)
Josef Zirenner (1915 - 2007)
Alwin Zweyer (n. 1933)
- Sursa: Schriftsteller aus dem Banat, Siebenbürgen, Sathmar und Buchenland / Rumänien Arhivat în 26 ianuarie 2008, la Wayback Machine.

## Marea Britanie
Elias Canetti (1905 - 1994)

## Serbia și Muntenegru
Franz Hutterer (1926 - 2001)

### Voivodina
Marie Eugenia delle Grazie (1864-1931)

## Ungaria
Johann Weidlein (1905-1994)  Arhivat în 24 aprilie 2008, la Wayback Machine.